# Thomas Jefferson Smith
Thomas Jefferson Smith (Macclesfield, 31 marzo 1990) è un calciatore inglese naturalizzato neozelandese, difensore dell'Auckland FC e della nazionale neozelandese.

## Palmarès

### Club
- Premier's Plate: 1

Auckland FC: 2024-2025

### Nazionale
- Coppa d'Oceania: 1

Figi/Vanuatu 2024